# Big Foot Mama (album)
Big Foot Mama je album največjih uspešnic slovenske rock skupine Big Foot Mama. Zbirka največjih uspešnic skupine je leta 2003 izšla pri založbi Nika Records.

## Seznam skladb
1. "Vrn' se k men'"
2. "Črn tulipan"
3. "Fenomen"
4. "Nova pravila"
5. "Oklep"
6. "Tattoo"
7. "Konc sveta"
8. "Krila"
9. "Kva se dogaja?"
10. "Buldožer"
11. "Amazonija"
12. "Dolg' nazaj"
13. "Zadnji poraz"
14. "Garbage"
15. "Led s severa"
16. "Nov dan"
17. "Lovro"
18. "Mala nimfomanka"
19. "Nisem več s tabo"
20. "Rola se"
21. "Brez meja"